# Edward Pawson
Pour les articles homonymes, voir Pawson.
Edward Pawson, né le 23 octobre 2004, est un coureur cycliste néo-zélandais.

## Biographie
Edward Pawson provient d'une famille de cyclistes. Son père Tim et sa mère Penny ont eux-mêmes pratiqué ce sport en compétition chez les élites. Ses parents lui ont d'ailleurs donné son prénom en référence au champion belge Eddy Merckx. Il a un frère cadet, Bernard, qui est lui aussi coureur cycliste,. 
Dans les rangs juniors, il se distingue lors de la saison 2022 en obtenant diverses médailles aux championnats nationaux et aux championnats d'Océanie sur piste. Il fait également partie de la délégation néo-zélandaise qui termine troisième de la poursuite par équipes aux championnats du monde, disputés à Tel Aviv. 
En 2023, il intègre le club français Philippe Wagner Cycling. Avec cette formation, il participe à ses premières courses européennes au niveau amateur. Toujours actif sur piste, il parvient à devenir champion de Nouvelle-Zélande de poursuite chez les élites, alors qu'il n'a pas encore dix-neuf ans. 
Lors de la saison 2024, il évolue au sein de l'équipe continentale Rime Drali, qui évolue sous licence italienne. Il remporte par ailleurs le titre dans la course aux points aux championnats de Nouvelle-Zélande. L'année suivante, il reprend une licence dans un club français en rejoignant l'UV Aube.

## Palmarès sur piste

### Championnats du monde juniors
- Tel Aviv 2022
  -  Médaillé de bronze de la poursuite par équipes

### Championnats d'Océanie
- Brisbane 2022
  -  Champion d'Océanie de l'américaine juniors (avec Joel Douglas)
  -  Médaillé d'argent de la course aux points juniors
  -  Médaillé d'argent de la poursuite par équipes juniors

### Championnats nationaux
- 2022
  - 3e du championnat de Nouvelle-Zélande de poursuite juniors
  - 3e du championnat de Nouvelle-Zélande de vitesse par équipes juniors
  - 3e du championnat de Nouvelle-Zélande de l'omnium juniors
  - 3e du championnat de Nouvelle-Zélande de poursuite par équipes
  - 3e du championnat de Nouvelle-Zélande de l'américaine
- 2023
  -  Champion de Nouvelle-Zélande de poursuite
  - 2e du championnat de Nouvelle-Zélande du kilomètre
  - 3e du championnat de Nouvelle-Zélande de poursuite par équipes
- 2024
  -  Champion de Nouvelle-Zélande de course aux points

## Palmarès sur route
- 2025
  - Prix d'Igney